# 火曜ドラマゴールド
『火曜ドラマゴールド』（かようドラマゴールド）は、2006年10月31日から2007年3月27日まで日本テレビ系列（テレビ大分・テレビ宮崎を除く）で、毎週火曜21:00 - 22:54 (JST) に放送されていた長時間ドラマ番組。1981年9月29日スタートの『火曜サスペンス劇場』から26年続いた日テレ火曜夜の2時間ドラマ枠は本番組で最後となった。
本番組を土曜12:00 - 13:54に遅れネットで放送していた沖縄テレビ（フジテレビ系列）では、タイトルを「土曜ドラマゴールド」に差し替えていた。

## 概要
基本的には前番組「DRAMA COMPLEX（ドラマコンプレックス）」（通称：ドラコン）の内容を踏襲しているが、「検事・霞夕子」など、前々番組であった「火曜サスペンス劇場」で好評だったシリーズも本番組で復活している。
視聴率は10%前後で推移（2006年11月末時点の平均が9.5%、12月最後での平均が9.8%、2007年明けの1月16日の平均が10.2%）。また『火サス』時代に遅れネットを実施していたテレビ大分とテレビ宮崎の2局も引き続きネットを行わなかったなど、『火サス』黄金期に比べ失速がより顕著に見られるようになった。
2007年春の改編に伴い、この番組が約5か月で打ち切りとなることが決定。実に四半世紀以上も続いた日本テレビの2時間ドラマ枠の歴史に幕を閉じることとなった。2007年3月27日に放送された最終回では同枠で最多放送回数を誇り、人気シリーズでもあった「監察医・室生亜季子」の完結篇を放送。同じく同枠で不定期に放送されていた「女検事・霞夕子」、「警部補 佃次郎」の主人公がそれぞれ登場し、「救急指定病院」の池上季実子や、数々の火曜ドラマに登場した藤田まこと、「警視庁鑑識班」の西村和彦などの豪華キャストの登場で同枠の有終の美を飾った。皮肉にも、この最終回が火曜ドラマゴールドとしては最高視聴率の13.8%を記録することになった。
後番組は木曜19時・20時台の1時間番組2本分と火曜21時・22時台の2時間枠を交換し、21時台に「週刊オリラジ経済白書」・22時台に火曜ドラマを新設。2時間枠は木曜19時・20時台は2時間の単発番組「モクスペ」に移行した。また、「火曜サスペンス劇場」時代から土曜12時・13時台の遅れネットをしてきた沖縄テレビは火曜ドラマゴールドの後番組にあたる2番組は放送せず、火曜22時台に遅れネットしてきた土曜夜9時のドラマ枠を12時台に移行した。

## 作品リスト
※ステレオ放送の場合は☆マーク、解説放送のある作品は★マークを付けている。
| シリーズ名                                     | 作品名                                              | 放送日     | 視聴率 |
| ---------------------------------------------- | --------------------------------------------------- | ---------- | ------ |
| 働く女のミステリー                             | ★第1弾「バカラ 疑惑のIT株長者に賭けた女」           | 2006/10/31 | 6.7%   |
| 働く女のミステリー                             | ★第2弾「検事・霞夕子SP 悪徳女代議士は許さない」     | 2006/11/7  | 12.8%  |
| 働く女のミステリー                             | ★第3弾「出張料理人 〜最後の晩餐届けます〜」         | 2006/11/14 | 9.4%   |
| 働く女のミステリー                             | ★第4弾「ビネツ 〜美肌の誘惑 現代エステ大奥物語〜」  | 2006/11/21 | 9.1%   |
| 働く女のミステリー                             | ★第5弾「警視庁鑑識課<第9班> ミッドナイトブルー」    | 2006/11/28 | 11.6%  |
| 輝く女のシリーズ                               | ★第1弾「伝説の美容師 山野愛子物語」                 | 2006/12/5  | 9.5%   |
| 輝く女のシリーズ                               | ★第2弾「カリスマ占い師殺人鑑定」※SD放送             | 2006/12/12 | 9.7%   |
| 輝く女のシリーズ                               | ★第3弾「塀の中の懲りない女たち2」                   | 2006/12/19 | 9.6%   |
| 新春スペシャル                                 | ★「ミス・マープル2 大女優殺人事件」                 | 2007/1/9   | 11.7%  |
| （2007年版必殺仕置人）                         | ☆現代に甦った闇の死置人 あなたの怨み晴らします      | 2007/1/16  | 10.1%  |
|                                                | ★「マイ☆スイートホーム 〜夢野大吉・夢を売ります〜」 | 2007/1/23  | 12.3%  |
| ★「松本清張スペシャル 地方紙を買う女」         | 2007/1/30                                           | 11.9%      |        |
| ★「潜入刑事 らんぼう2」                        | 2007/2/6                                            | 11.2%      |        |
| ★「美貌のメス 脳神経外科医・津山慶子」         | 2007/2/13                                           | 9.9%       |        |
| ★「坊ちゃん先生 〜北の果て島より〜」           | 2007/2/20                                           | 10.4%      |        |
| ★「30億円ダイヤ強奪!保険調査員村木修介の災難」 | 2007/2/27                                           | 12.7%      |        |
| ★「アガサ・クリスティの予告殺人」              | 2007/3/6                                            | 11.2%      |        |
| ★「私の頭の中の消しゴム」                      | 2007/3/13                                           | 10.6%      |        |
| ★「監察医・室生亜季子スペシャル“最後の解剖”」  | 2007/3/27                                           | 13.8%      |        |

- 関東地区の平均視聴率は11.3%（2007年1月23日現在）

## 放送時間
| 放送対象地域  | 放送局                           | 系列                                           | 放送曜日・放送時間             |
| ------------- | -------------------------------- | ---------------------------------------------- | ------------------------------ |
| 関東広域圏    | 日本テレビ（NTV） （番組制作局） | 日本テレビ系列                                 | 火曜 21:00 - 22:54             |
| 北海道        | 札幌テレビ（STV）                | 日本テレビ系列                                 | 火曜 21:00 - 22:54             |
| 青森県        | 青森放送（RAB）                  | 日本テレビ系列                                 | 火曜 21:00 - 22:54             |
| 岩手県        | テレビ岩手（TVI）                | 日本テレビ系列                                 | 火曜 21:00 - 22:54             |
| 宮城県        | ミヤギテレビ（MMT）              | 日本テレビ系列                                 | 火曜 21:00 - 22:54             |
| 秋田県        | 秋田放送（ABS）                  | 日本テレビ系列                                 | 火曜 21:00 - 22:54             |
| 山形県        | 山形放送（YBC）                  | 日本テレビ系列                                 | 火曜 21:00 - 22:54             |
| 福島県        | 福島中央テレビ（FCT）            | 日本テレビ系列                                 | 火曜 21:00 - 22:54             |
| 山梨県        | 山梨放送（YBS）                  | 日本テレビ系列                                 | 火曜 21:00 - 22:54             |
| 新潟県        | テレビ新潟（TeNY）               | 日本テレビ系列                                 | 火曜 21:00 - 22:54             |
| 長野県        | テレビ信州（TSB）                | 日本テレビ系列                                 | 火曜 21:00 - 22:54             |
| 静岡県        | 静岡第一テレビ（SDT）            | 日本テレビ系列                                 | 火曜 21:00 - 22:54             |
| 富山県        | 北日本放送（KNB）                | 日本テレビ系列                                 | 火曜 21:00 - 22:54             |
| 石川県        | テレビ金沢（KTK）                | 日本テレビ系列                                 | 火曜 21:00 - 22:54             |
| 福井県        | 福井放送（FBC）                  | 日本テレビ系列とテレビ朝日系列のクロスネット局 | 火曜 21:00 - 22:54             |
| 中京広域圏    | 中京テレビ（CTV）                | 日本テレビ系列                                 | 火曜 21:00 - 22:54             |
| 近畿広域圏    | よみうりテレビ（YTV 現在：ytv）  | 日本テレビ系列                                 | 火曜 21:00 - 22:54             |
| 鳥取県 島根県 | 日本海テレビ（NKT）              | 日本テレビ系列                                 | 火曜 21:00 - 22:54             |
| 広島県        | 広島テレビ（HTV）                | 日本テレビ系列                                 | 火曜 21:00 - 22:54             |
| 山口県        | 山口放送（KRY）                  | 日本テレビ系列                                 | 火曜 21:00 - 22:54             |
| 徳島県        | 四国放送（JRT）                  | 日本テレビ系列                                 | 火曜 21:00 - 22:54             |
| 岡山県 香川県 | 西日本放送（RNC）                | 日本テレビ系列                                 | 火曜 21:00 - 22:54             |
| 愛媛県        | 南海放送（RNB）                  | 日本テレビ系列                                 | 火曜 21:00 - 22:54             |
| 高知県        | 高知放送（RKC）                  | 日本テレビ系列                                 | 火曜 21:00 - 22:54             |
| 福岡県        | 福岡放送（FBS）                  | 日本テレビ系列                                 | 火曜 21:00 - 22:54             |
| 長崎県        | 長崎国際テレビ（NIB）            | 日本テレビ系列                                 | 火曜 21:00 - 22:54             |
| 熊本県        | 熊本県民テレビ（KKT）            | 日本テレビ系列                                 | 火曜 21:00 - 22:54             |
| 鹿児島県      | 鹿児島読売テレビ（KYT）          | 日本テレビ系列                                 | 火曜 21:00 - 22:54             |
| 沖縄県        | 沖縄テレビ（OTV）                | フジテレビ系列                                 | 土曜 12:00 - 13:54 （4日遅れ） |

## オープニングナレーション
- 杉本るみ

## エンディングテーマ
- 2007年1月9日 - 3月27日 竹内まりや「明日のない恋」
  - 2007年1月30日『松本清張スペシャル「地方紙を買う女」』のみ「明日のない恋」「シングル・アゲイン」「告白」の3曲が主題歌として使用された（エンディングでは「告白」が用いられ、3曲を「主題歌」として表示。「明日のない恋」の項も参照）。